# Монтескено
Монтескено (італ. Montescheno, п'єм. Montescheni) — муніципалітет в Італії, у регіоні П'ємонт,  провінція Вербано-Кузіо-Оссола.
Монтескено розташоване на відстані близько 580 км на північний захід від Рима, 120 км на північ від Турина, 28 км на північний захід від Вербанії.
Населення — 420 осіб (2014).
Покровитель — San Carlo.

## Демографія
Населення за роками:

Станом на 1 січня 2023 року в муніципалітеті офіційно проживало 28 іноземців з 11 країн, серед них 17 громадян країн Євросоюзу та 1 громадянин України.

## Сусідні муніципалітети
- Антрона-Ск'єранко
- Боньянко
- Домодоссола
- Боргомеццавалле
- Вілладоссола